# Gwiazda trapera
Gwiazda trapera – powieść autorstwa polskiego pisarza Wiesława Wernica z 1972 roku.
Książka opowiada o przygodach trapera Karola Gordona. Fabuła tej powieści przygodowej rozgrywa się na Dzikim Zachodzie. Główny wątek stanowi pierwsza podróż Karola Gordona na prerię w latach 1875-1876. Chce on przedostać się w Góry Czarne w poszukiwaniu złota. Wyrusza na poszukiwania wraz z rodziną Heartów. Po drodze wypala także fajkę pokoju z wojownikiem z plemienia Dakotów. Pobyt wśród poszukiwaczy złota okazuje się bardzo niebezpieczny i bohater musi się ukryć w obawie o życie. Pomaga mu Indianin. Tuż przed powstaniem Indian pod wodzą Siedzącego Byka Gordon opuszcza Dakotę i przyłącza się do osadników wędrujących do Teksasu.